# One Foot in the Blues
One Foot in the Blues (англ. Вляпавшись в блюз) — сборник американской рок-группы ZZ Top, вышедший в 1994 году.

## Об альбоме
Warner Brothers выпустила сборник песен группы после того, как группа ушла с Warner Brothers на RCA и выпустила там альбом («попыталась выжать ещё немного денег из имеющихся прав» ). Содержание альбома представляло собой сборник творчества группы, которое по мнению составителей наиболее характеризовала ZZ Top как блюзовую группу. Соответственно, в большей части на альбоме были представлены записи 1970-х годов. Все треки, за исключением взятых с альбома Degüello, El Loco, Eliminator и Recycler были представлены в переработанной версии 1987 года с альбома Six Pack
На обложке альбома размещена фотография Дасти Хилла, Билли Гиббонса и Фрэнка Бирда на заре существования группы: без традиционных бород.

## Список композиций

### CD 1
| №   | Название                                                       | Музыка                   | Длительность |
| --- | -------------------------------------------------------------- | ------------------------ | ------------ |
| 1.  | «Brown Sugar» (с альбома ZZ Top’s First Album)                 | Гиббонс                  | 5:20         |
| 2.  | «Just Got Back from Baby's» (с альбома ZZ Top’s First Album)   | Гиббонс, Хэм             | 4:09         |
| 3.  | «A Fool for Your Stockings» (с альбома Degüello)               | Гиббонс, Хилл, Бирд      | 4:16         |
| 4.  | «I Need You Tonight» (с альбома Eliminator)                    | Гиббонс, Хилл, Бирд      | 6:15         |
| 5.  | «She Loves My Automobile» (с альбома Degüello)                 | Гиббонс, Хилл, Бирд      | 2:23         |
| 6.  | «Hi Fi Mama» (с альбома Degüello)                              | Гиббонс, Хилл, Бирд      | 2:24         |
| 7.  | «Hot, Blue and Righteous» (с альбома Tres Hombres)             | Гиббонс                  | 3:17         |
| 8.  | «My Head's in Mississippi» (с альбома Recycler)                | Гиббонс, Хилл, Бирд      | 4:20         |
| 9.  | «Lowdown in the Street» (с альбома Degüello)                   | Гиббонс, Хилл, Бирд      | 2:49         |
| 10. | «If I Could Only Flag Her Down» (с альбома Eliminator)         | Гиббонс, Хилл, Бирд      | 3:39         |
| 11. | «Apologies to Pearly» (с альбома Rio Grande Mud)               | Гиббонс, Хилл, Бирд, Хэм | 2:44         |
| 12. | «Sure Got Cold After the Rain Fell» (с альбома Rio Grande Mud) | Гиббонс                  | 6:47         |
| 13. | «Bar-B-Q» (с альбома Rio Grande Mud)                           | Гиббонс, Хэм             | 3:21         |
| 14. | «Old Man» (с альбома ZZ Top’s First Album)                     | Гиббонс, Хилл, Бирд      | 3:32         |
| 15. | «Certified Blues» (с альбома ZZ Top’s First Album)             | Гиббонс, Бирд, Хэм       | 3:25         |
| 16. | «2000 Blues» (с альбома Recycler)                              | Гиббонс, Хилл, Бирд      | 4:42         |
| 17. | «Heaven, Hell or Houston» (с альбома El Loco)                  | Гиббонс, Хилл, Бирд      | 2:32         |

## Чарты
Альбом – Billboard (Северная Америка)
| Год  | Чарт             | Позиция |
| ---- | ---------------- | ------- |
| 1995 | Top Blues Albums | 10      |

## Состав
- Билли Гиббонс — вокал, гитара
- Дасти Хилл — бас-гитара
- Фрэнк Бирд — ударные